# Indiai törpegéb
Az indiai törpegéb (Periophthalmus novemradiatus) a csontos halak (Osteichthyes) főosztályának a sugarasúszójú halak (Actinopterygii) osztályába, ezen belül a sügéralakúak (Perciformes) rendjébe, a gébfélék (Gobiidae) családjába és az iszapugró gébek (Oxudercinae) alcsaládjába tartozó faj.

## Előfordulása

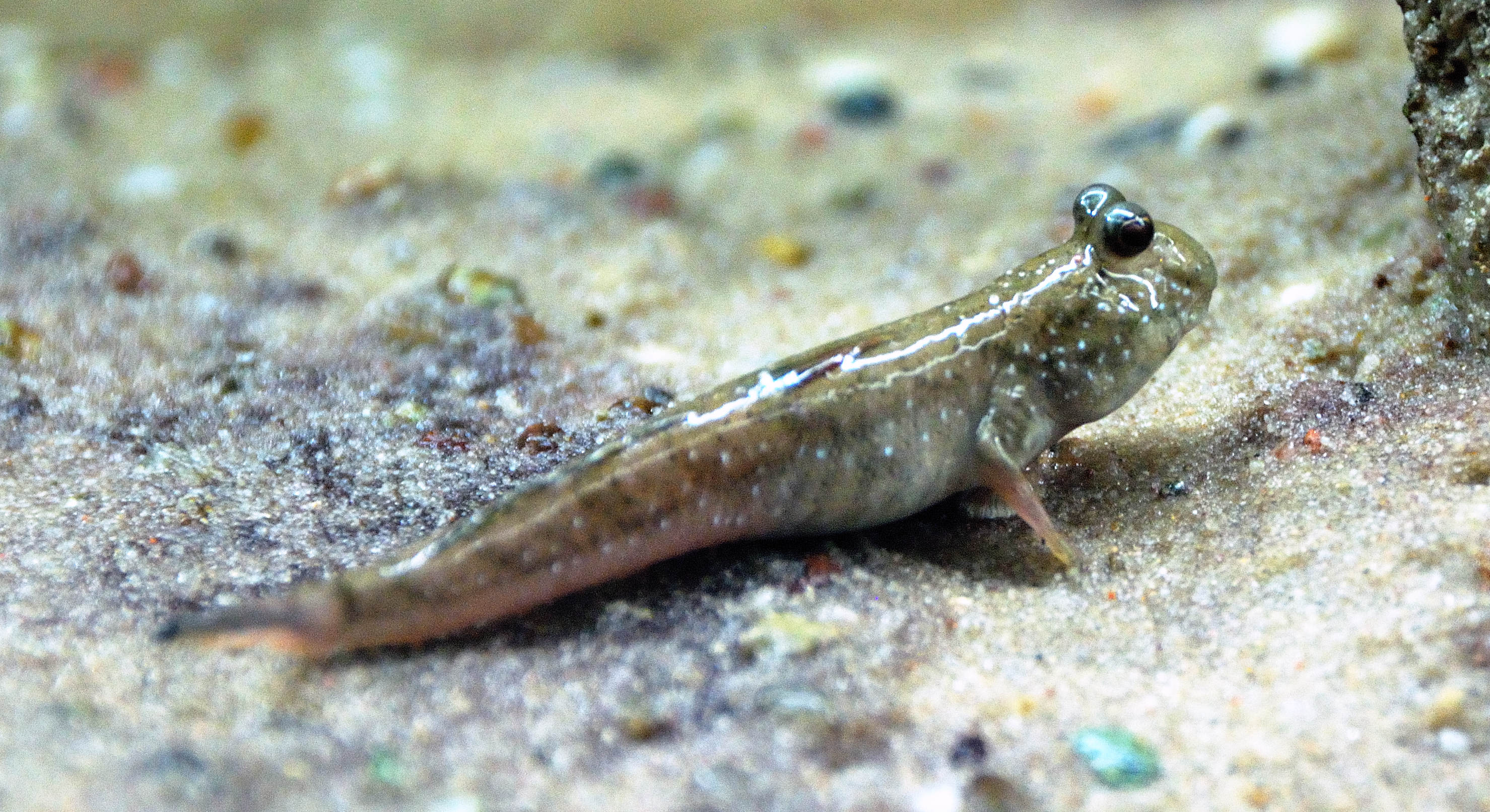
A berlini akvárium egyik lakója

Az indiai törpegéb az Indiai-óceán északi partjain, valamint a Csendes-óceán nyugati felének a középső részén fordul elő. Ázsiában Indiától kezdve a Maláj-félszigeten keresztül, egészen Nyugat-Indonéziáig fellelhető. Ausztrália északnyugati részén is vannak állományai.

## Megjelenése
Ez a halfaj legfeljebb 10 centiméter hosszú. A hátúszóján 9-11 tüske és 112 sugár, míg a farok alatti úszóján 1 tüske és 12-13 sugár ül. Ezt a halat a nemi kétalakúság jellemzi. A hímnek az első hátúszójának első tüskéje nagyon hosszú, körülbelül nyolcszor hosszabb, mint a második hátúszón levő tüskék. Az első hátúszó barna vagy fekete, fehér szegéllyel, és pöttyök nélkül. A második hátúszón két fekete sáv található. A hátúszók és a mellúszók között, fekete foltok vannak. 62-67 pikkelye van az oldalvonalán. A tarkója tájékán 18-24 pikkely látható.

## Életmódja
Az indiai törpegéb trópusi, tengeri halfaj, amely az árapálytérség brakkvízben is megél. Az oxigént képes, egyenesen a levegőből kivenni, azzal a feltétellel, ha nedvesek a kopoltyúi és a bőre.

## Felhasználása
Ennek az iszapugró gébnek, mint sok más rokonának nincs halászati értéke.